# Bedřich Šupčík
Bedřich Šupčík (n. 22 octombrie 1898, Trumau⁠(d), Austria Inferioară, Austro-Ungaria – d. 11 iulie 1957, Horosedly⁠(d), Boemia de Sud, Cehia) a fost un gimnast artistic ce a reprezentat Cehoslovacia, medaliat olimpic. A participat la 2 ediții ale Jocurilor Olimpice (1924, 1928) în care a câștigat o medalie de aur, o medalie de argint și o medalie de bronz.